# Catedral de Laon
La catedral de Nuestra Señora de Laon (en francés: Cathédrale Notre-Dame de Laon) es una iglesia construida como sede del obispado de Laon y por tanto de rango catedralicio de culto católico bajo la advocación de Nuestra Señora en la ciudad francesa de Laon, en el departamento de Aisne, en la región de Picardía.
Su construcción fue iniciada a mediados del siglo XII en incipiente estilo gótico, siendo, cronológicamente, una de las primeras catedrales góticas. Actualmente, tras la supresión del obispado de Laon, tiene rango de iglesia parroquial, dentro de la diócesis de Soissons.
Se la considera una de las primeras obras maestras del gótico francés y un ejemplo de la transición a este estilo desde el románico, siendo construida después de la iglesia abacial de Saint Denis y la catedral de Noyon, y antes de la catedral de París. Tuvo importancia histórica como etapa en el Camino de Santiago.

## Historia

### Antecedentes
La primera catedral de Laon fue construida en tiempos del obispo Gerfrid (774-779) y dedicada a San Salvador y Santa María. Fue consagrada en presencia de Carlomagno el 6 de septiembre de 800. Un segundo edificio fue construido en el mismo lugar por el obispo Elinaldo, en el siglo XI. Esta catedral fue inaugurada con motivo de la coronación de Felipe I de Francia el día de Navidad de 1071.
Hacia el siglo XII, Laon era una ciudad próspera y bien defendida, situada en una colina amurallada rodeada de campos fértiles. La ciudad estaba gobernada conjuntamente por Gaudry, el obispo de la ciudad y el rey. En 1112 estalla una revuelta que enfrenta a la comuna local contra el obispo. El detonante de esta revuelta fue, según la crónica del abad Gilberto de Nogent, las arbitrariedades del obispo que lo hicieron odiado por el pueblo. El resultado fue la muerte del obispo y algunos de sus partidarios. Durante la revuelta el palacio episcopal fue incendiado y el fuego se extendió a la vecina catedral.

### La construcción de la catedral gótica
El obispo Gualterio de Mortagne inicia la construcción de un nuevo edificio en 1155 que se prolongó hasta 1235. Se comienza por el coro radial para poder acoger cuanto antes al gran número de peregrinos que acuden a la ciudad. En 1164 se trasladan las reliquias de san Beato de Liébana, lo que indica que el coro ya se había concluido. 
Entre 1170 y 1185 se construye el transepto y las fachadas laterales, de las cuales la sur sería reconstruida en el siglo XIV. A continuación se construye el cimborrio, las torres de las fachadas laterales y la parte oriental de la nave para proporcional apoyo al mencionado cimborrio. De 1185 a 1200 se concluye la nave y la fachada occidental. Desde 1205 a 1220 el coro semicircular se amplía para formar el rectangular definitivo. La catedral se consagra hacia 1235. En 1250 se construyen flechas sobre la torre sur y sobre la torre suroeste.

### Obras posteriores
Durante el siglo XIV se reconstruye la fachada sur, se levantan gabletes sobre las portadas y se construyen veintisiete capillas entre los contrafuertes. De 1555 a 1697 se van construyendo cerramientos de piedra para estas capillas. En 1692 un terremoto mueve las torres. En 1772 se altera el dintel del portal central para agrandar la altura de la puerta y de este modo dejar más espacio para el paso de las procesiones.
Durante la Revolución francesa el obispado de Laon se suprime en 1790, incluyéndose en el obispado de Soissons, con lo que la catedral se convierte en iglesia parroquial. En 1793 los revolucionarios causan diversos daños al edificio: se destruyen las flechas sobre las torres sur y suroeste, así como un campanario entre las torres occidentales y parte de las esculturas de las portadas.
En 1853 el edificio se somete a diversos trabajos de restauración, ya que el edificio se encuentra en un deterioro tal que amenaza ruina. Se hace cargo de los mismos el arquitecto Emile Boeswillwald el cual rebaja 80 centímetros la altura de la fachada principal. En 1840 es declarada monumento nacional. En 1870 la enorme explosión de un polvorín causa una gran catástrofe que deja quinientos muertos. Todos los vitrales de la catedral quedan dañados por la explosión. Se recuperaron los vitrales orientales pero los de las capillas quedan totalmente destruidos y el rosetón norte pierde la mitad de los suyos. Se acometen trabajos de restauración que duran hasta 1914. A diferencia de la catedral de Soissons, la de Laon no resultó dañada de importancia durante las guerras mundiales.

## Descripción

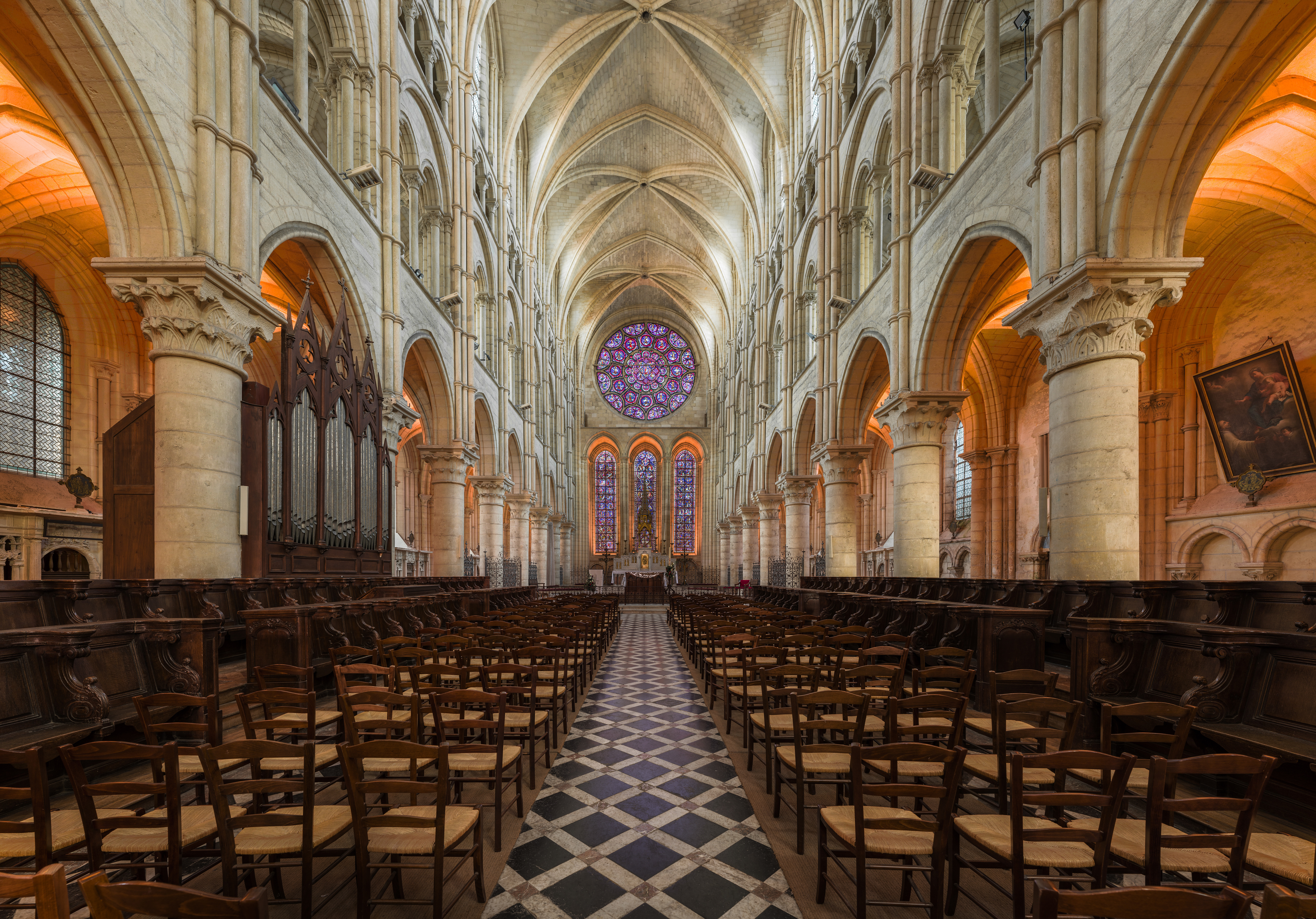
Nave, mirando en dirección al coro.

La catedral de Laon se considera un edificio de transición del románico al gótico, conservando algunos rasgos propios de la arquitectura románica.
Es de planta cruciforme, con unas dimensiones de 110 por 30 metros de planta en la nave principal y un transepto de 56 metros. La altura de la nave es de 26 metros y la altura máxima de las torres es de 60 metros. Tiene la particularidad de carecer de una girola radial como la mayoría de las catedrales construidas en este periodo, la cabecera del coro es una nave rectangular de traza similar a la nave principal y acabada en una fachada con un rosetón y tres ventanales. El proyecto original, sin embargo, preveía un coro con tres secciones de nave y una girola semicircular sin capillas radiales.
La fachada principal sigue un esquema normando que sería imitado posteriormente en muchas otras iglesias góticas: un pórtico con tres profundos vanos, ventanales y rosetón y arquerías sobre estos. Dos torres cuadradas acaban en un cuerpo octogonal con torrecillas en las ochavas. La catedral posee otras dos torres similares, una en cada fachada del transepto, aunque el proyecto original preveía otras dos en esta ubicación que quedaron sin construirse. Sobre el crucero hay un alto cimborrio.

### La nave
La nave es triple y consta de cuatro cuerpos en su alzado: la arquería sostenida por columnas cilíndricas, la tribuna, el triforio y los ventanales. La bóveda es sexapartita de sección cuadrada (salvo la primera sección), lo cual causa una alternancia en los soportes de los nervios, siendo los capiteles de las columnas débiles octogonales, de los cuales parten columnillas triples que se unen a los nervios perpendiculares de la bóveda y a la arquería de los ventanales superiores. Los capiteles de los apoyos fuertes son cuadrados con columnillas quíntuples que conforman los nervios oblicuos y las arquerías de su sección correspondiente. Las columnas fuertes próximas al crucero están reforzadas por cinco columnillas adosadas y su capitel es rectangular.
La galería está formada por amplias arquerías dobles y está iluminada por ventanales en su exterior. Las naves laterales están cubiertas por bóvedas cuatripartitas. El triforio está compuesto por secciones de tres pequeños arcos, tras los cuales dejando un estrecho espacio se alza un muro ciego.
Esta nave supone una evolución respecto a la de la catedral de Noyon, ya que las arcadas se sostienen solamente sobre columnas cilíndricas lo que contribuye a dar sensación de ligereza

### La fachada principal
La fachada oeste alberga la entrada principal, con un triple pórtico con las portadas muy profundas y coronadas por gabletes. Entre estas hay dos contrafuertes con forma de torreón y coronados por pináculos hexagonales. Tras ellos una hilera de ventanales bajos y poco visibles desde el exterior. Sobre éstas hay un cuerpo que alberga dos ventanales con numerosas arquivoltas en el espacio de las torres y un gran rosetón central enmarcado en un arco de medio punto. Para dejar más espacio al rosetón los contrafuertes se retraen a su altura y la galería que esta sección está elevada encima de éste. Por encima de ésta galería una cortina une las dos torres.

A ambos lados arrancan las dos torres que suman 52 metros de altura. Tras un cuerpo con vanos dobles está el campanario dotado de una sordina que oculta las campanas. Este es octogonal con torreones en los ángulos que imitan el esquema de la torre, siendo cuadrados en su base y octogonales en su sección superior. En estos torreones se encuentran unas célebres estatuas de bueyes a tamaño natural. Esta representación, muy inusual en la imaginería religiosa, se debe a la leyenda de la aparición milagrosa de un buey para tirar de los carros que transportaban la piedra, o tal vez sea simplemente un homenaje a la colaboración de estos animales. La torre acaba en un tejado plano y está coronada por una balaustrada.

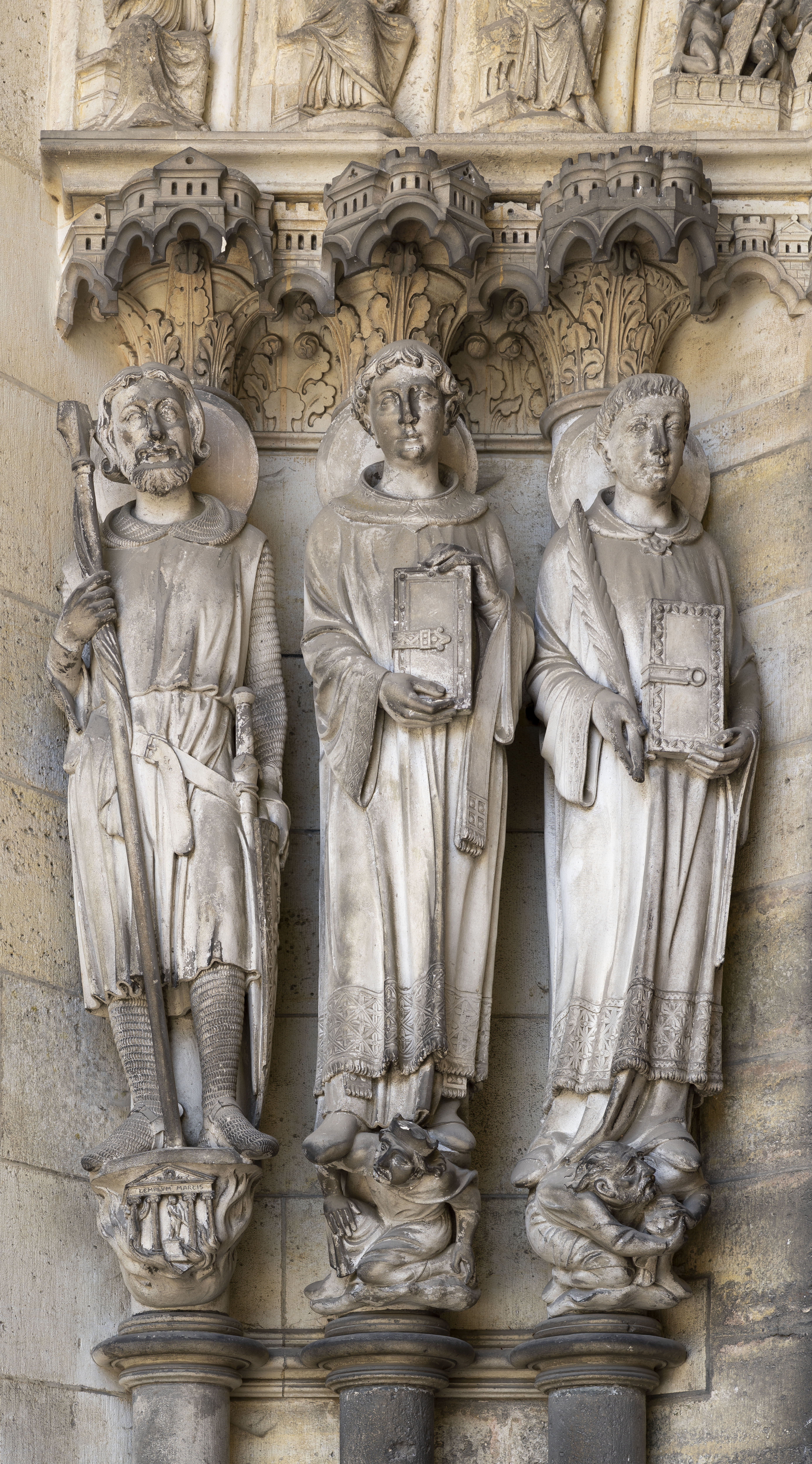
Esculturas I Portal Sud Laon
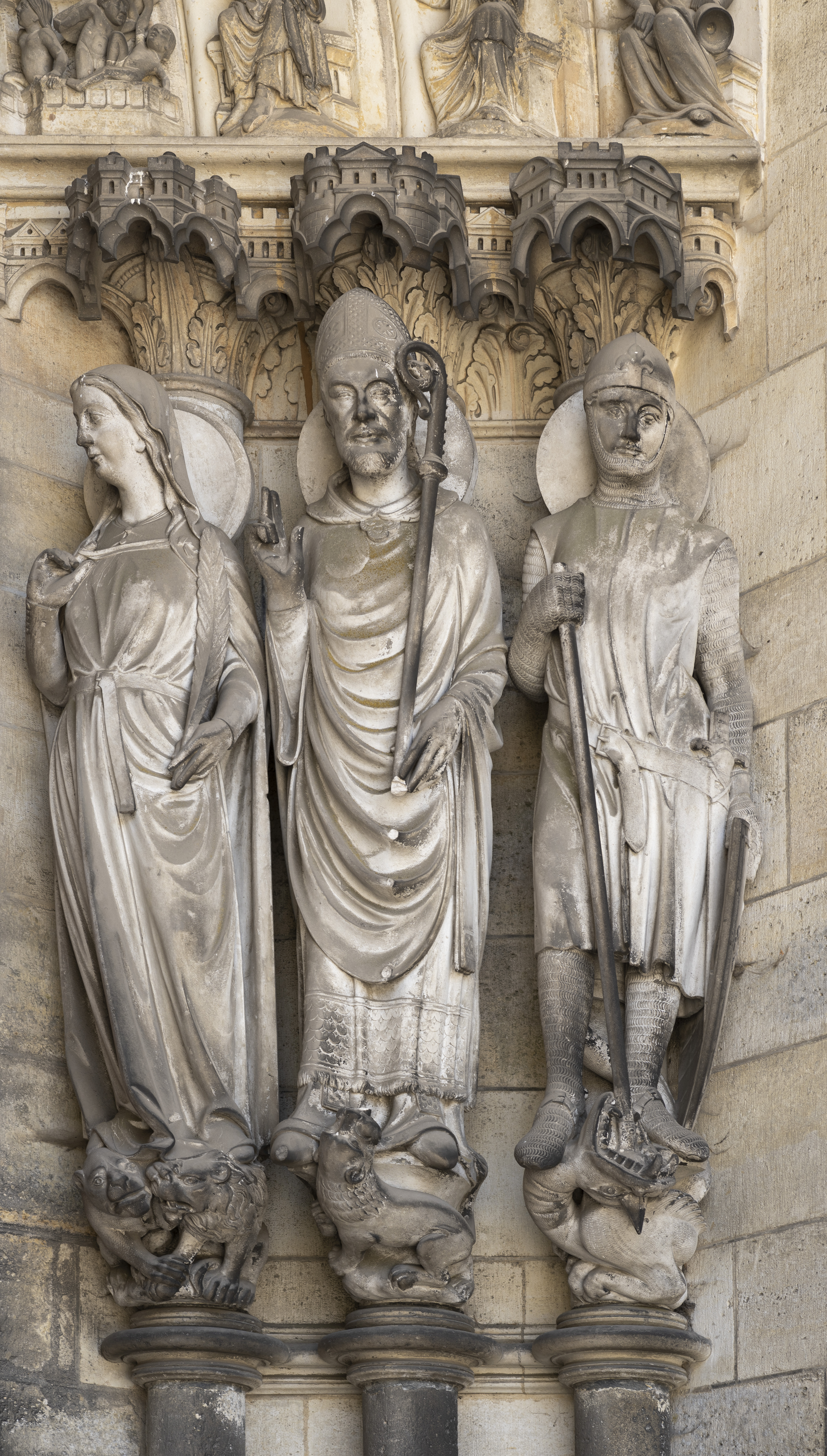
Esculturas II Portal Sud Laon
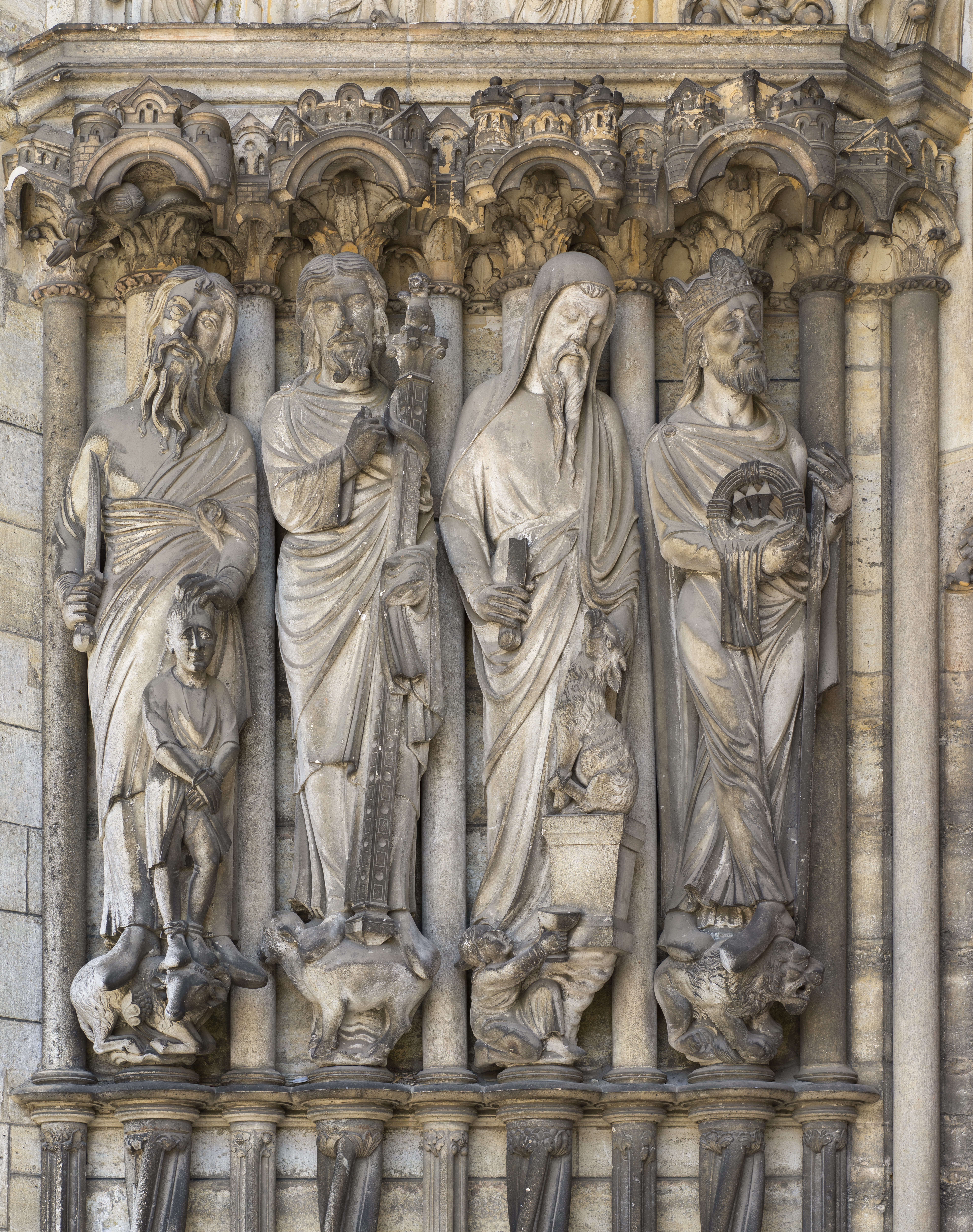
Esculturas I Portal Central Laon
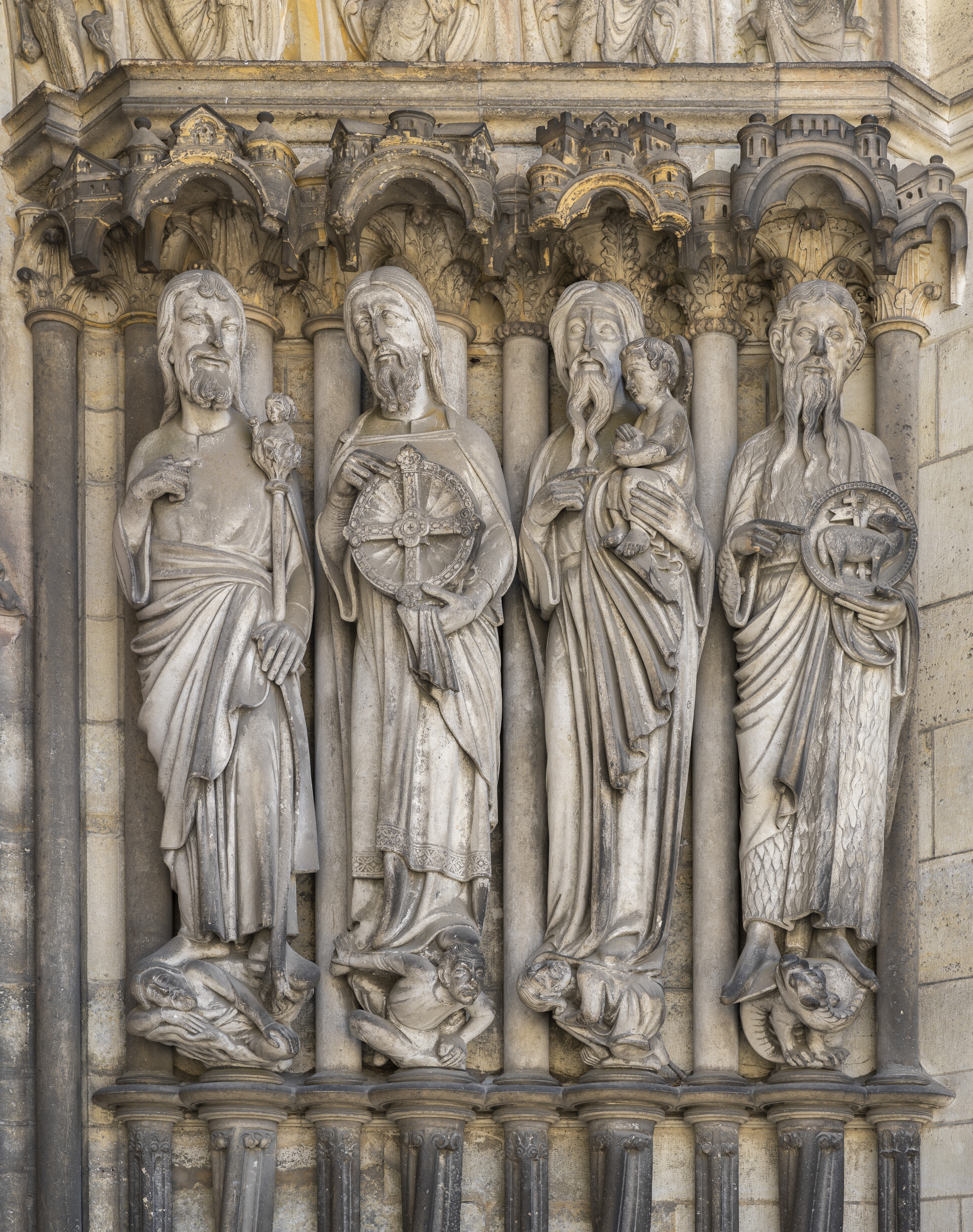
Esculturas III Portal Central Laon
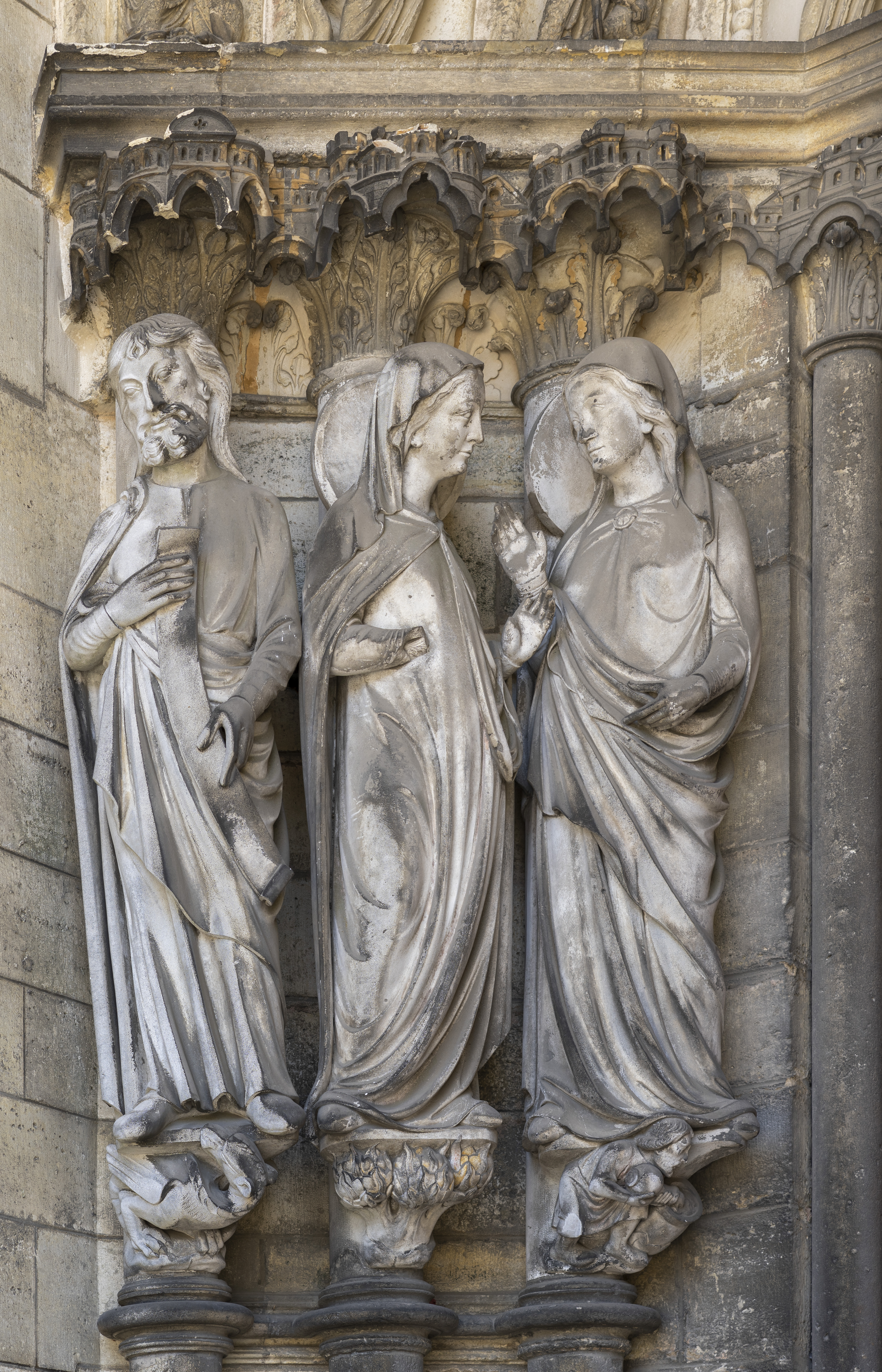
Esculturas I Portal Norte Laon
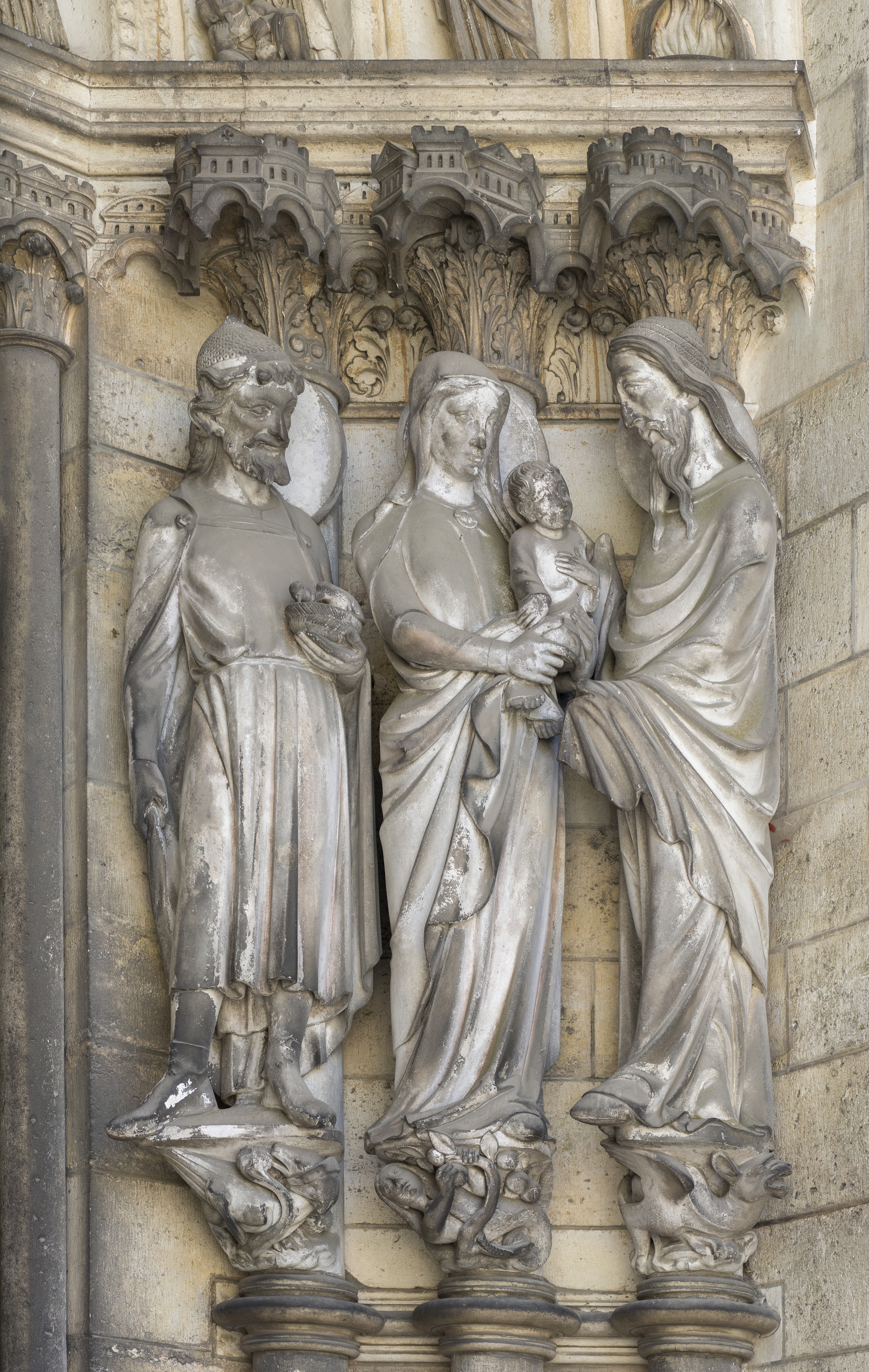
Esculturas II Portal Norte Laon
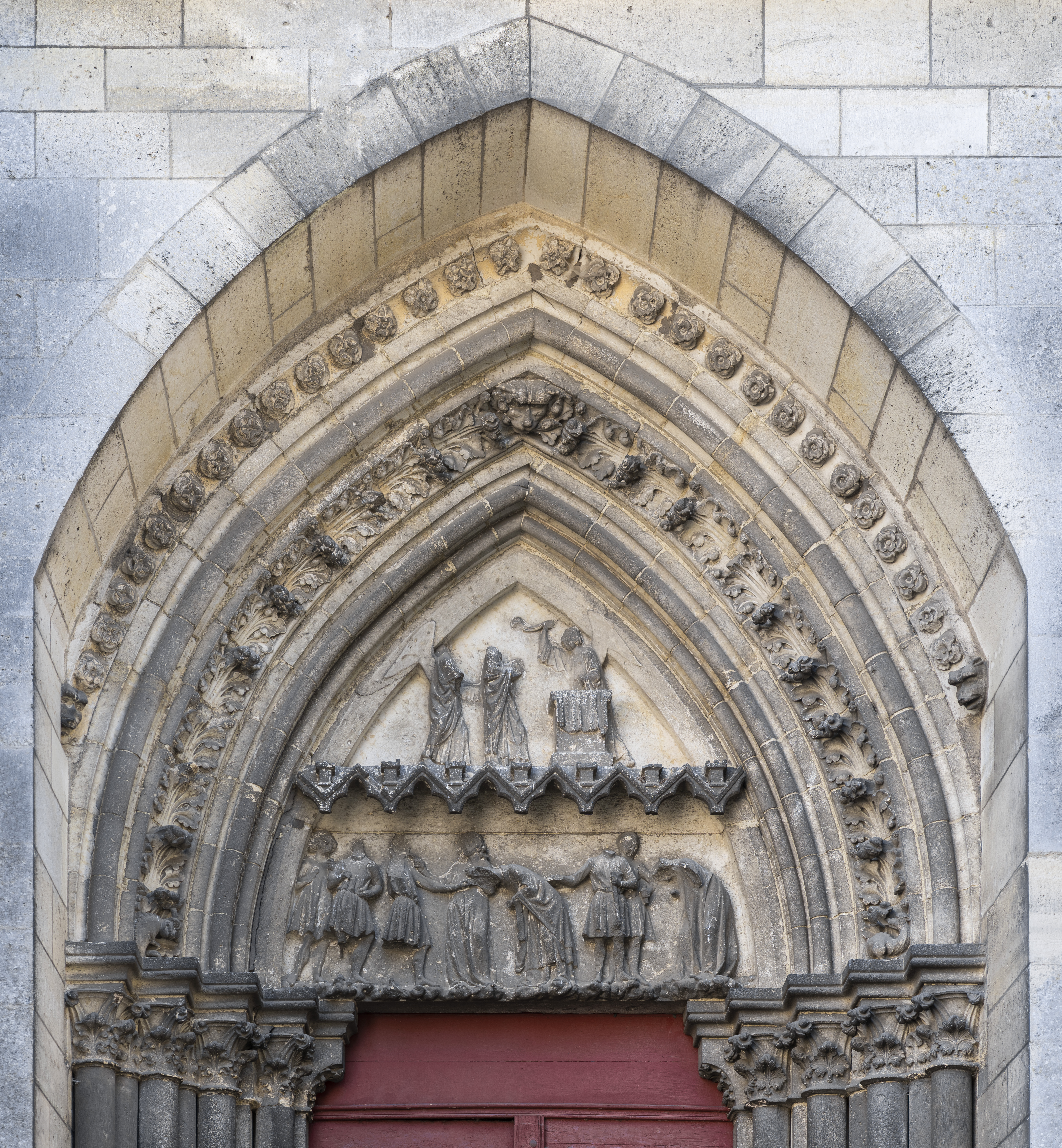
Portal septentrional-lateral Laon

### El pórtico oeste
No tenemos constancia de documentos que nos ayude a fechar las esculturas del portal central de Laon, pero si acudimos al método estilístico, podemos concluir que, a excepción del tímpano meridional, dedicado al Juicio Final, así como las dos arquivoltas interiores de la portada meridional, todo el conjunto escultórico fue confeccionado alrededor de 1190 y 1205.
La fachada se caracteriza principalmente por la notable profundidad de sus tres pórticos, así como por la de las ventanas y demás vanos, lo que genera un efecto visual sin precedentes, salvo por el pórtico meridional de la catedral de Chartres. Es una de las primeras ocasiones en las que se emplean pórticos rematados por pilonos, una solución que sería retomada posteriormente en Chartres, Amiens y Reims. Originalmente, los pórticos estaban conectados mediante aberturas que fueron cerradas a mediados del siglo XIX para reforzar la sensación de profundidad.

#### El pórtico izquierdo

Portal Norte Laon

El portal izquierdo se dedica a la infancia de Cristo. El tímpano está dividido de igual forma que en el centro, con el friso inferior dedicado a la Anunciación, la Natividad y la Anunciación a los Pastores. La Adoración de los Reyes Magos ocupa la parte superior del tímpano, en una disposición similar a la del tímpano sur del nártex de Vezelay. En las arquivoltas figuran profetas del Antiguo Testamento y en la segunda una psicomaquia (combate simbólico entre los vicios y las virtudes). En las jambas figuran estatuas con ménsulas historiadas, que representan la Visitación y la Presentación en el Templo.

#### El pórtico central
El portal central está dedicado a la Coronación de la Virgen, quien aparece representada con el Niño tanto en el parteluz como en el gablete. El tímpano se encuentra dividido en dos registros: en la sección superior se representa la Coronación, mientras que en la inferior se muestran la Asunción y la Dormición, inspiradas en el tímpano de la catedral de Senlis. Las arquivoltas tercera y cuarta están dedicadas al Árbol de Jesé. En las jambas, representadas por esculturas modernas, se encuentran los profetas Abraham, Moisés, Samuel, David, Isaías, Jeremías, Simeón y Juan Bautista.

Portal Sud Laon

#### El pórtico derecho
El portal derecho representa el Juicio Final. El tímpano está dividido de la misma forma que en los anteriores, con el friso del dintel representando la separación de los justos y los condenados. Entre estos últimos figuran un rey, un obispo, un abad y un avaro arrastrado por su bolsa por un demonio. En el cuerpo superior del tímpano figura la Resurrección de la Carne, con resucitados saliendo de sus tumbas junto a un Cristo en Majestad rodeado de once apóstoles, cuatro de los cuales ocupan la parte baja de las dos primeras arquivoltas. A ambos lados de Cristo dos ángeles portan los instrumentos de la Pasión. El gablete representa a San Miguel. En la parte alta de las arquivoltas Abraham recibe las almas de los elegidos. La última arquivolta representa la parábola de las diez vírgenes (Mt. 25:1-13). En las jambas hay estatuas de santos: San Teodoro, San Lorenzo, San Esteban, Santa Tecla, San Dionisio y San Jorge.

### El transepto y las fachadas laterales
El transepto tiene la misma elevación y sigue la misma estructura de tribuna, triforio y ventanales de la nave salvo en las fachadas norte y sur donde se suprime el triforio y la galería es descubierta. En el lado oriental de ambos transeptos hay sendos ábsides semicirculares con grandes contrafuertes que albergan capillas en su interior.
La fachada norte consta de tres secciones verticales, las laterales correspondientes a las torres, de las que sólo la occidental se completó, y la central con un portal doble con tímpanos sin labrar. Sobre esta una hilera de cuatro ventanales en el centro y dos en cada sección correspondiente a las torres. Encima hay un rosetón y ventanales simples en los laterales y sobre esto una galería ciega que se extiende a los cuerpos laterales. La torre que se construyó, llamada de San Pablo, tiene 56 metros y sigue un diseño muy similar a las de la fachada occidental.
La fachada sur tiene una disposición distinta, con un pórtico doble de traza sencilla, con vitrales en los tímpanos y gabletes con estatuas. Entre ambos hay un pequeño contrafuerte con una figura de la Virgen con el Niño en su cima. Sobre esto un gran ventanal
con una rica lacería coronado por una galería ciega. Al igual que en el lado norte sólo se completó la torre occidental, llamada del reloj. Esta difiere del resto de las torres en que tiene una sección más y es octogonal desde la penúltima sección,la cual, en lugar de torreones sobre columnillas, está formada por sillería con arcos ciegos.

### La cabecera

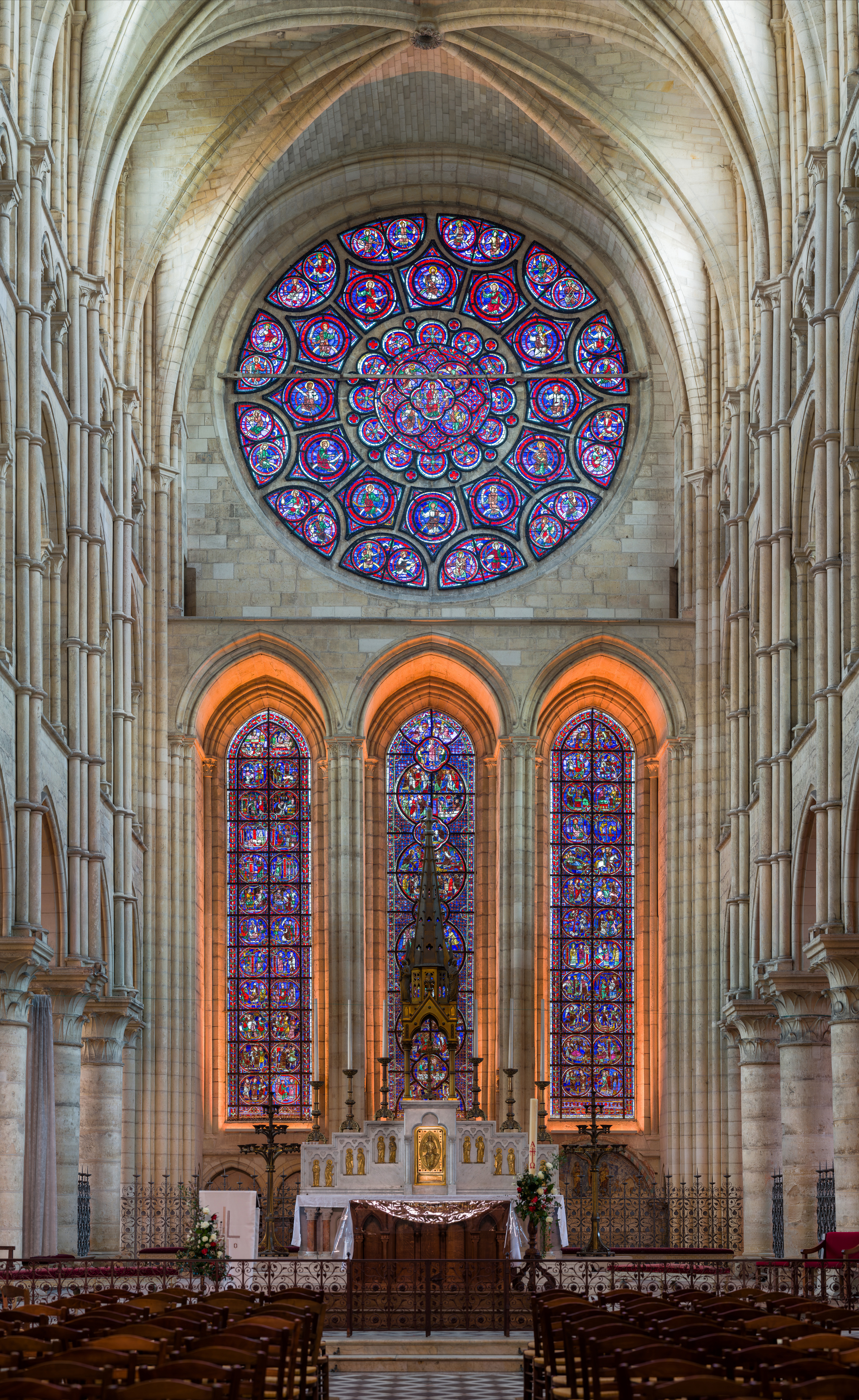
Vitrales de la cabecera y altar mayor.

El particular coro rectangular tiene una estructura similar a la nave, si bien los ventanales laterales son más apuntados que en ésta. Se construyó hacia principios del siglo XIII, cuando se decidió ampliar el primitivo coro semicircular. Se realizó siguiendo la misma estructura de bóveda sexapartita de la nave para no romper la unidad del edificio, pese a que este tipo de bóveda ya había caído en desuso en esta época, en favor del esquema cutripartito rectangular. Debido a las considerables dimensiones del coro, que se extiende diez arcadas, el crucero queda casi en el centro del edificio. Un detalle que es poco evidente es que el coro está ligeramente desalineado respecto de la nave. La fachada oriental consta de un gran ventanal triple y un rosetón sobre este. La fachada está coronada por una galería flanqueada por dos torreones calados acabados en altos pináculos.
Los vitrales de los tres ventanales de esta fachada relatan escenas de la infancia de Cristo y la vida de la Virgen el derecho, el central la entrada en Jerusalén y la Ascensión y el izquierdo el martirio de San Esteban y el milagro de Teófilo. El rosetón se dedica a la glorificación de la Virgen, los doce apóstoles y los veinticuatro patriarcas del Apocalipsis.

### El claustro
Adosado a la fachada meridional de la nave hay un pequeño claustro construido en el siglo XIII. Sobre sus arcadas dobles se abren óculos cuatrilobulados.

### Otros elementos

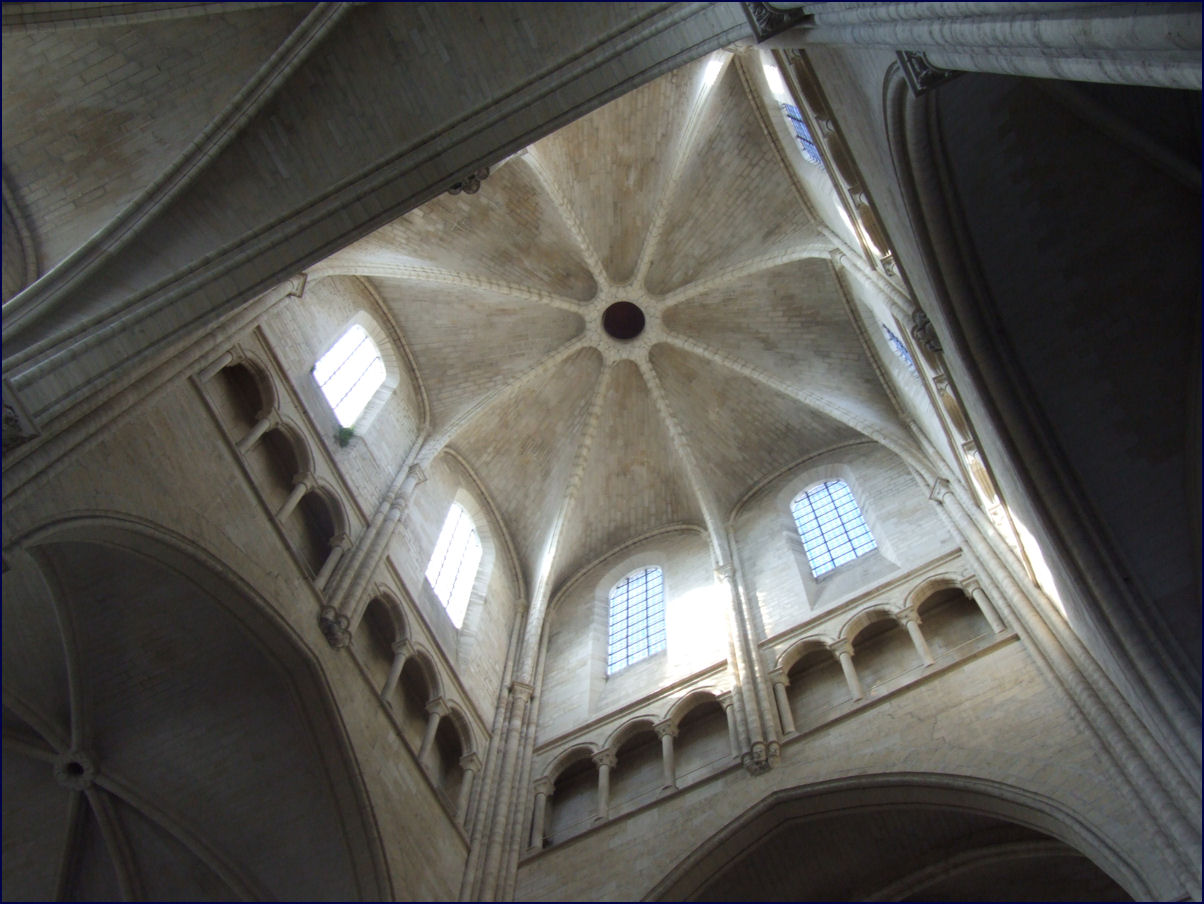
Vista interior del cimborrio.

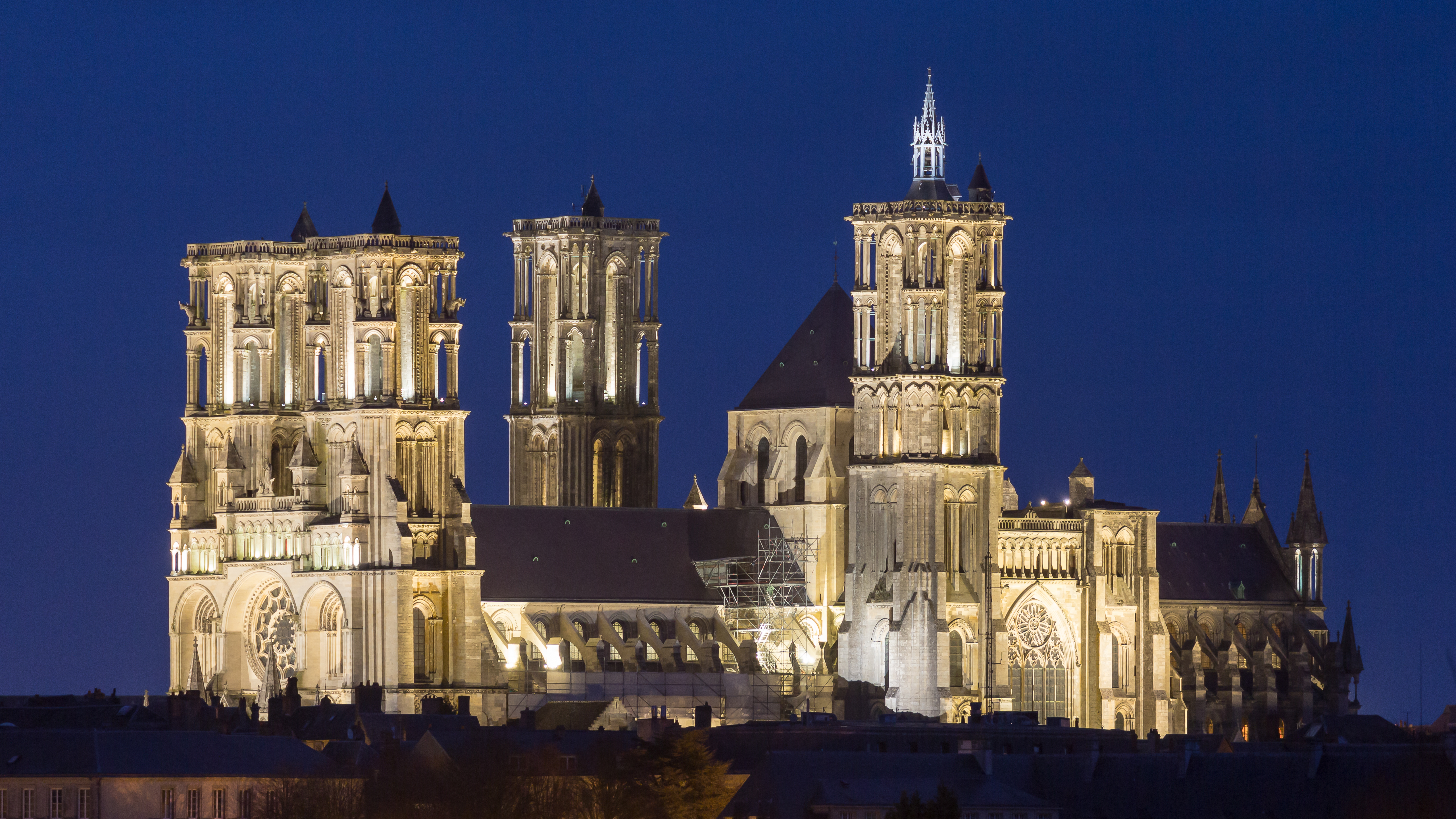
La catedral de Laon, de noche.

El cimborrio es de base cuadrada y ocupa todo el espacio del crucero. Tiene treinta metros de altura de bóveda y su tejado alcanza los cuarenta y ocho en el exterior. En su base hay un triforio de arcadas triples similar al de la nave. Sobre él se abren ocho ventanas simples. La bóveda del cimborrio está formada por ocho nervios.
Hay restos de policromía en algunas esculturas de las portadas.
A lo largo de los siglos se han ido añadiendo diversos elementos a la catedral. En el coro del lado oeste se instaló un gran órgano de tubos que ocultan parcialmente el rosetón. En el lado sur del transepto hay un baptisterio de origen románico.